# هوپ، فلینتشر
هوپ (به انگلیسی: Hope) یک منطقهٔ مسکونی در بریتانیا است که در فلینتشر واقع شده‌است. هوپ ۴٬۲۲۴ نفر جمعیت دارد.